# El amor por tierra
El amor por tierra (francés: L'Amour Par Terre) es una película de drama, comedia, fantasía, misterio y suspenso francesa de 1984 dirigida por Jacques Rivette. La película está protagonizada por Jane Birkin, Geraldine Chaplin, André Dussollier y Jean-Pierre Kalfon. Fue lanzado en Francia el 17 de octubre de 1984. Una obra dentro de una obra dentro de una obra dentro de una obra. Los actores representan una obra de teatro en una casa; un miembro del público los invita a trabajar en su propia casa improvisando una obra de teatro sobre su propia vida. La línea entre ficción y realidad se desdibuja.

## Sinopsis
En las calles de París, un hombre reúne misteriosamente a un grupo de personas y finalmente las conduce a un pequeño apartamento para presenciar una representación teatral. El público, muy cerca de los actores, se convierte en voyeurs. Mientras caminan de una habitación a otra, observan cómo el torpe Silvano (Bo) intenta esconder a sus dos novias, Charlotte (Chaplin) y Emily (Birkin), entre sí en este mismo apartamento abarrotado. Mientras los actores se sienten frustrados por el desastre del escenario con el que deben trabajar, el autor de la obra, Clément Roquemaure (Kalfon), los está audicionando en silencio para su nueva obra, que se llevará a cabo en su mansión extrañamente vacía. Después de llegar a la inusual mansión, que tiene muchas habitaciones pintadas de manera extravagante, Charlotte y Emily comienzan a experimentar visiones inquietantes, en parte debido a la presencia de un mago, Paul, que también vive en la mansión. A medida que avanza el ensayo, las visiones de las dos actrices comienzan a desenterrar una calamidad romántica que tuvo lugar en la mansión. La representación final de la obra sitúa a las dos actrices en una posible recreación trágica del mismo horror que apenas ahora están empezando a comprender.

## Cast
Geraldine Chaplin como Charlotte
Jane Birkin como Emily
André Dussollier como Paul
Jean-Pierre Kalfon como Clément Roquemaure
Isabelle Linnartz como Béatrice
Sandra Montaigu como Eleonore
László Szabó como Virgilio
Facundo Bo como Silvano

## Recepción
La película ha recibió reseñas positivas quien elogió mucho las actuaciones y dinámicas de Geraldine Chaplin y Jane Birkin
Janet Maslin de The New York Times señaló que el guion "brinda ingeniosamente al director muchas oportunidades para un estilo de astucia que anima la película sin trivializarla. El Sr. Rivette es capaz de mantener una relación compleja y cambiante entre lo real y lo real". teatral sin perder el sentido predominante de diversión de la película". Maslin continuó su análisis; "El proceso mediante el cual la obra teatral de Clement se moldea para adaptarse a la realidad, y viceversa, se presenta en un estilo inteligente y entretenido que encaja perfectamente con el comportamiento de los participantes, ya que el Sr. Rivette muestra un ingenio genial que coincide con el de los intérpretes. . Incluso cuando se enreda en los romances que toman forma durante el transcurso de la semana, la película mantiene su astucia y sofisticación." Maslin también elogió el casting; "La señorita Birkin y la señorita Chaplin forman un equipo estimulante y la combinación de sus estilos poco convencionales está llena de sorpresas".
Colin Greenland revisó El amor por tierra para la revista Imagine y afirmó que "Un misterio provocativo, con actuaciones irónicas y sensibles de Geraldine Chaplin y Jane Birkin".